# Leidse Singelloop

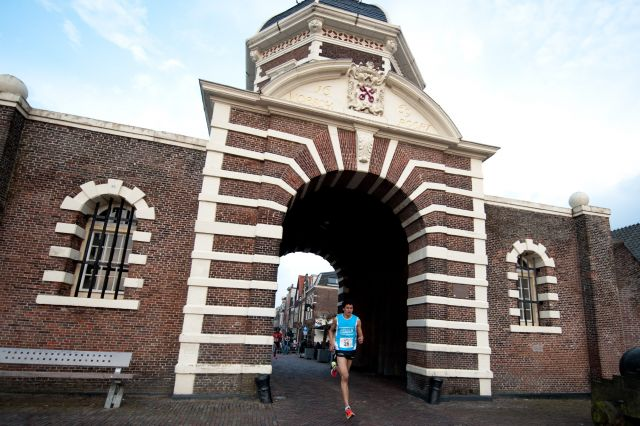
Noah Schutte, door de Morspoort, op weg naar zijn overwinning in 2012.

De Leidse Singelloop (officieel Leidsch Dagblad Singelloop) is een hardloopwedstrijd over de singels om de binnenstad van de Nederlandse stad Leiden. Kenmerkend aan de Singelloop is de laagdrempeligheid, het evenement trekt zowel topsporters aan als recreanten die voor het eerst meedoen met een loopwedstrijd. De Singelloop kent geen officiële uitslag en er is ook geen prijzengeld. De snelste heer en dame krijgen alleen een bos bloemen. Voor iedere finisher ligt er een medaille klaar aan de finish. Het parcours heeft sinds 2022 een lengte van 6,3 kilometer. De wedstrijd wordt sinds 1976 jaarlijks georganiseerd door de Leidse Politie Sportvereniging en het Leidsch Dagblad. Sinds 2022 krijgt de organisatie van de Singelloop ondersteuning van de Stichting die de Leiden Marathon organiseert. 

## Geschiedenis
Voordat de Leidse Politie Sportvereniging in 1976 een eigen Singelloop organiseerde, werden er al Singellopen in Leiden gehouden. In 1926 vond de eerste voorloper van de huidige Singelloop plaats. Daarna volgden er Singellopen in 1929, de jaren dertig, de jaren veertig, de jaren vijftig en in 1971. Er werden soms twee singellopen in een jaar of zelfs op dezelfde dag gehouden, maar soms werd er in een jaar helemaal geen Singelloop georganiseerd. Deze Singellopen werden door verschillende verenigingen of instanties georganiseerd.
Vanaf 1976 werd de Singelloop jaarlijks gehouden door dezelfde organisatie, het initiatief hiervoor werd genomen door de Leidse Politie Sportvereniging en het Leidsch Dagblad. Op 30 april 1976 won Wybo Lelieveld de wedstrijd. 
Het parcours van de Singelloop had tot en met 2008 de lengte van 6100 meter, maar in 2009 werd daar 400 meter aan vastgeplakt om drukte bij de eindstreep te voorkomen. Het gebied van de start en de finish was te klein geworden doordat het aantal deelnemers flink was toegenomen. 
Tot en met 1993 was de start voor het gebouw van het Leidsch Dagblad aan de Witte Singel. Doordat de krant verhuisde naar de Voorschoterweg en vanwege het groeiende aantal deelnemers werd de start verlegd naar het EWR- (later Nuon)-terrein. In 2008 kreeg het Leidsch Dagblad huisvesting aan de 3e Binnenvestgracht en gingen de lopers daar van start. Doordat in 2013 het aantal deelnemers was uitgegroeid tot 5000 en de 3e Binnenvestgracht geen onderdeel meer uitmaakte van het parcours, werd dat jaar de start opnieuw verlegd, ditmaal naar de Langegracht ter hoogte van de Zandstraat. De verbreding van het startvak leidde ook tot een verlenging van het parcours, dat vanaf toen bijna 7 kilometer (6961 meter) lang is.
In 2022 werd de start verplaatst van de Langegracht naar de Lammermarkt, naast Molen de Valk. Hierdoor werd het parcours 600 meter verkort naar 6,3 km.
Elk jaar wordt het startschot gegeven door een bekende sport(st)er uit Leiden en omstreken. Tot de starters behoorden: Barry Hughes, Hilbert van der Duim, Bettine Vriesekoop, Anton Geesink, Erica Terpstra, Piet Schrijvers, Cees Goekoop, Joop van der Reijden, Elco Brinkman, Henk Mostert, Fanny Blankers-Koen, Joop Zoetemelk, Wim Rijsbergen, Henk Angenent, Dirk Kuijt en Prins Constantijn. Op vrijdag 11 april 2014 gaf voetballer Ricardo van Rhijn het startschot voor de 39e Leidse Singelloop, waar 5244 lopers aan deelnamen.
De financiële opbrengst van de Singelloop wordt elk jaar aan verschillende goede doelen geschonken.

## Winnaars
| Editie | Jaar       | Naam                                         | Land                                         |
| ------ | ---------- | -------------------------------------------- | -------------------------------------------- |
|        | 1929       | W. Vessies                                   | NED                                          |
|        | 1930       | W. Vessies                                   | NED                                          |
|        | 1931       | W. Vessies                                   | NED                                          |
|        | 1932       | Joop Dubbelaar                               | NED                                          |
|        | 1933       | A. Groeneweg                                 | NED                                          |
|        | 1934       | Joop Dubbelaar                               | NED                                          |
|        | 1935       | N. Loogman                                   | NED                                          |
|        | 1936       | H. Kalkman                                   | NED                                          |
|        | 1937       | Joop Dubbelaar                               | NED                                          |
|        | 1938       | H. Coblentz                                  | NED                                          |
|        | 1939-1940  | geannuleerd                                  | geannuleerd                                  |
|        | 1946       | B. Molenbroek                                | NED                                          |
|        | 1947       | J. Jansen                                    | NED                                          |
|        | 1948       | Wim Slijkhuis                                | NED                                          |
|        | 1949       | Van Veen                                     | NED                                          |
|        | 1950       | J.D. van Rooyen                              | NED                                          |
|        | 1951       | H. van Wieringen                             | NED                                          |
|        | 1952       | Wim Slijkhuis                                | NED                                          |
|        | 1953       | geannuleerd wegens gebrek aan belangstelling | geannuleerd wegens gebrek aan belangstelling |
|        | 1954       | Jan Vergeer                                  | NED                                          |
|        | 1955 (jun) | Albert van der Linden                        | NED                                          |
|        | 1955 (okt) | Jan Vergeer                                  | NED                                          |
|        | 1956       | Jan Vergeer                                  | NED                                          |
|        | 1960       | Aad Steylen                                  | NED                                          |
|        | 1961       | geannuleerd wegens gebrek aan belangstelling | geannuleerd wegens gebrek aan belangstelling |
|        | 1971       | Bertus Kerkvliet                             | NED                                          |
| 1      | 1976       | Wybo Lelieveld                               | NED                                          |
| 2      | 1977       | Onbekend                                     | Onbekend                                     |
| 3      | 1978       | Onbekend                                     | Onbekend                                     |
| 4      | 1979       | Onbekend                                     | Onbekend                                     |
| 5      | 1980       | Theo van der Veer Martien van der Hoorn      | NED                                          |
| 6      | 1981       | Onbekend                                     | Onbekend                                     |
| 7      | 1982       | Onbekend                                     | Onbekend                                     |
| 8      | 1983       | Onbekend                                     | Onbekend                                     |
| 9      | 1984       | Onbekend                                     | Onbekend                                     |
| 10     | 1985       | Onbekend                                     | Onbekend                                     |
| 11     | 1986       | Onbekend                                     | Onbekend                                     |
| 12     | 1987       | Jaap van Duijvenvoorde                       | NED                                          |
| 13     | 1988       | Jan Jansen                                   | NED                                          |
| 14     | 1989       | Theo van der Veer                            | NED                                          |
| 15     | 1990       | Theo van der Veer                            | NED                                          |
| 16     | 1991       | Theo van der Veer                            | NED                                          |
| 17     | 1992       | Theo van der Veer                            | NED                                          |
| 18     | 1993       | Huub Pragt                                   | NED                                          |
| 19     | 1994       | Joost la Lau                                 | NED                                          |
| 20     | 1995       | Joost la Lau                                 | NED                                          |
| 21     | 1996       | Jan Dirk Hazeleger                           | NED                                          |
| 22     | 1997       | Ramses Bekkenk                               | NED                                          |
| 23     | 1998       | Ramses Bekkenk                               | NED                                          |
| 24     | 1999       | Jan Kortekaas                                | NED                                          |
| 25     | 2000       | Jeroen van Dijke                             | NED                                          |
| 26     | 2001       | Eelco de Voogt                               | NED                                          |
| 27     | 2002       | Eelco de Voogt                               | NED                                          |
| 28     | 2003       | Eelco de Voogt                               | NED                                          |
| 29     | 2004       | Stefan Hulisz                                | NED                                          |
| 30     | 2005       | Edgard Creemers Rayman van den Berg          | NED                                          |
| 31     | 2006       | Pieter van der Luijt                         | NED                                          |
| 32     | 2007       | Vincent Anker                                | NED                                          |
| 33     | 2008       | Khalid Choukoud                              | NED                                          |
| 34     | 2009       | Khalid Choukoud                              | NED                                          |
| 35     | 2010       | Sven Grundeken                               | NED                                          |
| 36     | 2011       | Sven Grundeken                               | NED                                          |
| 37     | 2012       | Noah Schutte                                 | NED                                          |
| 38     | 2013       | Noah Schutte                                 | NED                                          |
| 39     | 2014       | Vincent Mensen                               | NED                                          |
| 40     | 2015       | Flores Weverling                             | NED                                          |
| 41     | 2016       | Noah Schutte                                 | NED                                          |
| 42     | 2017       | Flores Weverling                             | NED                                          |
| 43     | 2018       | Björn Koreman                                | NED                                          |
| 44     | 2019       | Marco van Erp                                | NED                                          |
|        | 2020-2021  | geannuleerd wegens covid-19                  |                                              |
| 45     | 2022       | Marco van Erp                                | NED                                          |
| 46     | 2023       | Marco van Erp                                | NED                                          |
| 47     | 2024       | Noah Schutte                                 | NED                                          |